# Ягодное (Правдинский район)
Ягодное — посёлок в Правдинском районе Калининградской области. Входит в состав Домновского сельского поселения.

## Географическое положение
Ягодное расположено в 16 км к западу от Правдинска. Ближайшие населенные пункты: посёлок Песочное к северу, посёлок Домново к востоку и посёлок Малое Озерное к западу. В 3 км к югу от поселка проходит граница с Польшей.

## Население
| 2002 | 2010 |
| ---- | ---- |
| 40   | ↘23  |

## История
До 1945 г. Ягодное входило в состав Восточной Пруссии и носило название Капситтен (Kapsitten). Капситтен входил в состав сельского района Бартенштайн (Bartenstein) административного округа Кёнигсберг. В 1910 году в Капситтене насчитывался 181 житель, в 1933 году - 439 жителей, в 1939 году - 449 жителей. Переименован в 1947 г.